# 2010 no ciclismo
Cronologia do ciclismo
2009 no ciclismo - 2010 no ciclismo - 2011 no ciclismo
A recompilação do ano 2010 no ciclismo..

## Por mês

### Janeiro
- 6 de janeiro : Cameron Meyer (Garmin-Transitions) é consagrado campeão da Austrália de contrarrelógio.

- 7 de janeiro : ASO organiza a partir de agora o Critérium du Dauphiné libéré, carreira a etapa de preparação ao Tour de France.

- 8 de janeiro : a sociedade Saxo Bank anuncia o final da sua cooperação com a equipa Team Saxo Bank para o final do ano.

- 10 de janeiro :
  - Travis Meyer (Garmin-Transitions) ganha o título de campeão da Austrália em estrada.
  - Jack Bauer torna-se campeão da Nova Zelândia em estrada.

- 16 de janeiro : Igor Astarloa (33 anos) anuncia o final da sua carreira.

- 17 de janeiro :
  - Os Checos Zdeněk Štybar e Kateřina Nash ganham a antepenúltima e última prova da Copa Mundial de ciclocross.

- 22 de janeiro : a Caisse d'épargne anuncia o final de sua cooperação com a equipa espanhola Caisse d'épargne para o final do ano.

- 24 de janeiro :
  - O Alemão André Greipel ganha o Tour Down Under, a primeira prova ProTour da temporada, após ter conseguido a primeira, segunda e quarta etapas. A primeira prova da Classificação mundial. A última etapa foi vencida pelo autraliano Christopher Sutton.
  - Alemanha ganha a Copa do mundo em pista à saída da última manga disputada em Pequim. A equipa da Alemanha avança sobre a Austrália e os Países Baixos.[4]
  - Niels Albert e Marianne Vos ganham a última prova da Copa do mundo de ciclocross.[5] As classificações finals estão conseguidos por Zdeněk Štybar[6] e Daphny van den Brand[7]
  - Anthony Charteau (BBox Bouygues Telecom) ganha a Tropical Amissa Bongo. Ele ganha a Ian McLeod e Julien Loubet. Michael Reihs ganha a 6.º e última etapa.

- 25 de janeiro :
  - O Tribunal arbitral do desporto recusa o chamada da alemã Stefan Schumacher, suspendido dois anos por dopagem. O TAS depois modificou a data do termo da sua suspensão, trazendo à 20 de agosto de 2010.
  - A equipa Lampre-Farnese Vini fou registada a título provisório até final março no ProTour pelo UCI.

- 26 de janeiro : ASO anuncia que o Tour de France 2011 vai ter início no sábado 2 de julho de 2011 em Vendée, entre o Passage du Gois e o Mont des Alouettes. No no dia seguinte, os corredores disputarão um contrarrelógio por equipa de 23 km em torno dos Essarts. Durante a terceira etapa, o pelotão abandonará Vendée, após uma saída de Olonne-sur-Mer.

- 29 de janeiro : a italiana Vania Rossi, colega de Riccardo Riccò, foi controlado positiva à EPO Cera, à saída do campeonato da Itália de ciclocross em 10 de janeiro, foi anunciado na sexta-feira pelo Comité olímpico italiano (Coni) num comunicado.

- 31 de janeiro :
  - O Checo Zdeněk Štybar ganha o Campeão do mundo de ciclocross ante o seu público em Tabor. O pódio está completado pelos Belgas Klaas Vantornout e Sven Nys. Nas mulheres, a Neerlandesa Marianne Vos conserva o seu título. Impõe-se ante a Alemã Hanka Kupfernagel, quadrupla campeã do mundo, e seu compatriota Daphny van den Brand.
  - Jonathan Hivert (Saur-Sojasun) ganha o Grande Prêmio Ciclista a Marsellesa. Avança Johnny Hoogerland (Vacansoleil) e Samuel Dumoulin (Cofidis).[8]

### Fevereiro
- 1 de fevereiro : o Comité nacional olímpico italiano pronuncia uma suspensão de todas competições de dois anos na contramão de Danilo Di Luca, devido ao seu controle positivo ao EPO Cera durante o Giro d'Italia de 2009. Este período de dois anos arranca em 22 de julho de 2009, data à qual tem começado a sua suspensão provisória, e toma final em 21 de julho de 2011 de O primeiro parâmetro é necessário, mas foi fornecido incorretamente! de {{{3}}}. É condenado igualmente ao pagamento de uma multa de 280 000 euros de multa.[9][10]

- 2 de fevereiro :
  - o italiano Matteo Montaguti (De Rosa-Stac Plastic) ganha o Tour de Reggio Calabria.

- 5 de fevereiro : Kirsten Wild ganha o segundo Tour de Qatar feminino.

- 6 de fevereiro : o italiano Alessandro Petacchi (Lampre) ganha o Grande Prêmio Costa dos Etruscos.

- 7 de fevereiro :
  - O Francês Samuel Dumoulin (Cofidis) ganha o Estrela de Bessèges.
  - o australiano Robbie McEwen (Katusha) ganha o Troféu de Mallorca.
  - Óbito num acidente de rali de Franco Ballerini, antigo duplo vencedor de Paris-Roubaix.

- 10 de fevereiro:
  - o Iraniano Abbas Saeidi Tanha ganha o Kerman Tour
  - o português Rui Faria da Costa (Caisse d'épargne) ganha o Troféu Bunyola.

- 11 de fevereiro: o alemão André Greipel (HTC-Columbia) ganha o Troféu Magaluf-Palmanova.

- 12 de fevereiro :
  - Pat McQuaid, presidente do UCI, é eleito membro do Comitê Olímpico Internacional.
  - Wouter Mol (Vacansoleil) ganha o Tour de Catar.

- 14 de fevereiro :
  - O Francês Jimmy Casper (Saur-Sojasun) é o primeiro corredor a impor nas estradas da Tour de Omã conseguindo a 1.ª etapa da 1.ª edição.

- 15 de fevereiro : o AFLD anuncia que um mandato de parada tem sido lançado a 28 de janeiro contra Floyd Landis.[11]

- 19 de fevereiro : Fabian Cancellara (Team Saxo Bank) ganha o Tour de Omã.

- 20 de fevereiro : o italiano Francesco Ginanni (Androni ganha o Troféu Laigueglia.

- 21 de fevereiro :
  - Christophe Le Mével (FDJ.fr) ganha o Tour du Haut-Var.
  - Alberto Contador (Astana Pro Team) ganha a Volta ao Algarve.

- 27 de fevereiro :
  - Juan Antonio Flecha (Team Sky) ganha o circuito Het Nieuwsblad.
  - o checo Roman Kreuziger (Liquigas) ganha a Giro di Sardegna.
  - Samuel Dumoulin (Cofidis) ganha o Gran Premio dell'Insubria).

- 28 de fevereiro :
  - Bobbie Traksel (Vacansoleil) ganha a Kuurne-Bruxelas-Kuurne.
  - Christophe Riblon (AG2R La Mundial) ganha as Boucles du Sud Ardèche.
  - Roberto Ferrari (De Rosa-Stac Plastic) ganha o Grande Prêmio de Lugano. Após 100 km de carreira, uma viatura que rodava no sentido de contramão fez cair dois corredores, que ficaram ligeiramente feridos. Para perto de 50 corredores, cujo campeão do mundo australiano Cadel Evans (BMC Racing), tinha decidido então de abandonar a carreira.[12]
  - Theo Bos (Cervelo) ganha a Clássica de Alméria.
  - Giovanni Visconti (ISD Neri) ganha a Clássica Sarda Olbia-Pantogia.

### Março
- 7 de março :
  - José Rujano (ISD-Neri) ganha o Tour de Langkawi. Stuart Shaw (Drapac–Porsche) adjudica-se a última etapa.
  - Jens Keukeleire (Cofidis) ganha os Três Dias de Flandres-Ocidental.

- 9 de março : Jean-Eudes Demaret (Cofidis) tem que pôr um termo à sua temporada, hospitalizado como consequência de uma doença de Crohn contraída na Volta ao Gabão.

- 10 de março : o UCI anúncio que Massimo Giunti (Androni Giocattoli-Serramenti PVC Diquigiovanni) foi controlado positivo ao EPO em 23 de fevereiro e foi provisionalmente suspendido.

- 14 de março : Alberto Contador (Astana Pro Team) ganha a Paris-Nice. Avança Alejandro Valverde e Luis León Sánchez (Caisse d'épargne). Amaël Moinard (Cofidis) adjudica-se a última etapa. Luis Leon Sanchez, 2.º do Tour Down Under, que tem conseguido uma etapa, toma a cabeça da Classificação mundial. Valverde está descatalogado em 31 de maio de 2010.[13]

- 16 de março :
  - Stefano Garzelli (Acqua & Sapone) ganha a Tirreno-Adriático. Avança Michele Scarponi (Androni Giocattoli-Serramenti PVC Diquigiovanni) e Cadel Evans (BMC Racing). Edvald Boasson Hagen (Team Sky) adjudica-se a última etapa. Luis León Sánchez (Caisse d'épargne) conserva a cabeça da Classificação mundial.
  - O Tribunal arbitral do desporto confirma a decisão do CONI de suspender dois anos em Itália Alejandro Valverde (Caisse d'épargne) por dopagem.[14]

- 17 de março : Jens Keukeleire (Cofidis) ganha o Nokere Koerse.

- 18 de março : o tribunal de apelação de Paris condenou Bernard Sainz, conhecido "Dr Mabuse", a dois anos de prisão, com um ano com prorrogação, pela sua implicação numa onda de dopagem que tinha salpicado o meio ciclista ao finalizar nos anos 1990.[15]

- 20 de março :
  - Óscar Freire (Rabobank) ganha a Milão-Sanremo para a 3.º vez da sua carreira. Avança Tom Boonen (Quick Step) e Alessandro Petacchi (Lampre-Farnese Vini). Luis León Sánchez (Caisse d'épargne) conserva a cabeça da Classificação mundial.
  - Paolo Bettini está nomeado à frente da equipa da Itália.[16]
  - Laurent Mangel (Saur-Sojasun) ganha a Clássica Loire-Atlantique.

- 21 de março :
  - Leonardo Duque (Cofidis) ganha o Cholet-Pays de Loire.
  - Jens Mouris (Vacansoleil) ganha o Tour do Groene Hart.

- 24 de março : Matti Breschel (Team Saxo Bank) ganha a Através de Flandres.

- 27 de março :
  - Fabian Cancellara (Team Saxo Bank) ganha o GP E3.
  - Ivan Santaromita (Liquigas) ganha a Semana internacional Coppi e Bartali.

- 28 de março :
  - Última jornada das Campeonatos mundiais em pista  :
    - O Francês Grégory Baugé conserva ocseu título de Campeão do mundo de velocidade batendo o Australiano Shane Perkins.
    - A Austrália termina em cabeça do quadro das medalhas, com 6 títulos na os 19 posto em jogo.

  - Pierrick Fédrigo (BBox Bouygues Telecom) ganha o Critérium internacional. David Millar (Garmin-Transitions) adjudica-se a última etapa.
  - Bernard Eisel (Team HTC-Columbia) ganha a Gante-Wevelgem.
  - Joaquim Rodríguez (Team Katusha) ganha a Volta à Catalunha. Avança Xavier Tondo (Cervélo TestTeam) e Rein Taaramäe (Cofidis). Juan José Haedo (Team Saxo Bank) adjudica-se a última etapa. Luis León Sánchez (Caisse d'épargne), 4.º, conserva a cabeça da Classificação mundial.
  - Ronan van Zandbeek (Van Vliet-EBH Elshof) ganha a Volta a Normandia.

### Abril
- 1 de abril :
  - David Millar (Garmin-Transitions) ganha as Três Dias de Bruges–De Panne, e prevalece o contrarrelógio final.
  - Lampre-Farnese Vini está registada definitivamente como equipa ProTour.

- 2 de abril :
  - Cyril Gautier (BBox Bouygues Telecom) ganha a Route Adélie.
  - A amostra"B" de Vania Rossi revela-se negativo.[17]

- 3 de abril :
  - Joaquim Rodríguez (Team Katusha) ganha o GP Miguel Indurain.
  - Yann Huguet (Skil) ganha o Hel van het Mergelland.

- 4 de abril : Fabian Cancellara (Team Saxo Bank) ganha a Volta à Flandres. Chega à frente de Tom Boonen (Quick Step) e Philippe Gilbert (Omega Pharma-Lotto). Luis León Sánchez (Caisse d'épargne) conserva a cabeça da Classificação mundial.

- 5 de abril :
  - Michele Scarponi (Androni) ganha a Semana Lombarda.
  - Juan José Haedo (Saxo Bank) ganha o Volta a Colónia.
- 11 de abril :
  - Fabian Cancellara (Team Saxo Bank) ganha a Paris-Roubaix. Chega à frente de Thor Hushovd (Cervélo TestTeam) e Juan Antonio Flecha (Team Sky). Luis León Sánchez (Caisse d'épargne conserva a cabeça da Classificação mundial.
  - Samuel Sánchez (Euskaltel Euskadi) ganha o Grande Prêmio Primavera.
  - Enrico Rossi (Ceramica Flaminia) ganha a carreira Através de Drenthe.

- 14 de abril : Sébastien Rosseler (Team RadioShack) ganha a Flecha Branbonza.

- 15 de abril : Denis Flahaut (ISD-Neri) ganha o Grande Prêmio de Denain.

- 17 de abril : Florian Vachon (Bretaña-Schuller) ganha o Volta a Finistère.

- 18 de abril :
  - Giovanni Visconti (ISD-Neri) ganha a Volta à Turquia.
  - Alberto Contador (Astana Pro Team) ganha o Volta a Castela e Leão.
  - Philippe Gilbert (Omega Pharma-Lotto) ganha a Amstel Gold Race. Avança a Ryder Hesjedal (Garmin-Transitions) e Enrico Gasparotto (Astana Pro Team). Luis León Sánchez (Caisse d'épargne conserva a cabeça da Classificação mundial.
  - Jérémy Roy (Fdj.fr) ganha o Tro Bro Leon.

- 21 de abril :
  - Cadel Evans (BMC Racing) ganha a Flecha Valona. Avança Joaquim Rodríguez (Team Katusha), que toma a cabeça do Classificação mundial, e Alberto Contador (Astana Pro Team).
  - Mattia Gavazzi (CSF Group Navigare) tem sido suspendido após um controle antidopagem positivo à cocaína no fim de março.

- 22 de abril : Thomas Frei (BMC Racing), que foir controlado positivo ao EPO, foi retirado pela sua equipa da Volta do Trentin.[18][19]

- 26 de abril : Manuel Vázquez Hueso foi suspendido como consequência de um controle positivo à EPO.[20]

- 27 de abril : Santiago de Chile Pérez (Loule-Louletano) ganha a Subida ao Naranco.

- 28 de abril : Gabriele Bosisio foi suspendido pelo Comité nacional olímpico italiano (CONI), como consequência do seu controle positivo à EPO. Não poderá  correr antes a 5 de outubro de 2011.

### Maio
- 1 de maio :
  - Fabian Wegmann (Milram) ganha o Grande Prêmio de Frankfurt.

- 2 de maio :
  - Constantino Zaballa (Centro Ciclismo de Loulé) ganha a Voltas às Astúrias.

- 8 de maio :
  - Começo do Giro d'Italia
  - Cinco ciclistas britânicas, em preparação para o JJOO-2012, foram feridas após ter chocado com um carro.[21]

- 9 de maio :
  - Martin Elmiger (AG2R La Mundial) ganha as Quatro Dias de Dunquerque. Benoît Vaugrenard (Fdj.fr) adjudica-se a última etapa.
  - Thor Hushovd (Cervélo TestTeam) parte a clavicula esquerda, após uma queda ao treinamento.

- 16 de maio : Ben Swift (Sky) ganha a Volta a Picardia.

- 23 de maio :
  - Roger Kluge (Milram) ganha a Neuseen Classics.

- 24 de maio : Michael Rogers (Team HTC-Columbia) ganha a Volta à Califórnia.

- 28 de maio :
  - Maxime Monfort (HTC-Columbia) ganha a Volta à Baviera.

- 29 de maio :
  - Wesley Sulzberger (FDJ) ganha o GP de Plumelec-Morbihan.

- 30 de maio :
  - Ivan Basso (Liquigas-Doimo) ganha o seu segundo Giro d'Italia. O seu colega Vincenzo Nibali termina igualmente na o pódio, no 3.º lugar. David Arroyo (Caisse d'épargne) está 2.º. Cadel Evans (BMC Racing), 5.º e vencedor de uma etapa, apodera-se da cabeça da Classificação mundial.
  - Maxime Monfort (Team HTC-Columbia) ganha a Volta de Baviera.
  - Stijn Devolder (Quick Step) ganha o Volta à Bélgica.

- 31 de maio : o Tribunal arbitral do desporto suspende dois anos Alejandro Valverde (Caisse d'épargne) como consequência de seu envolvimento na Operação Puerto. A suspensão começa a contar de 1 de janeiro de 2010. O espanhol conserva pois os resultados adquiridos anteriormente, mas perde aqueles adquiridos em 2010.[22] É depois descatalogado das edições de 2010 da Volta mediterrânea, da Paris-Nice, da Volta ao País Basco, da Flecha Valona, da Liège-Bastogne-Liège e da Volta à Romandia.

### Junho
- 6 de junho :
  - Matteo Carrara (Vacansoleil) ganha o Tour de Luxemburgo. Gorka Izagirre (Euskaltel-Euskadi) adjudica-se a última etapa.

- 13 de junho :
  - Janez Brajkovič (Team RadioShack) ganha o Critérium do Dauphiné. Avança Alberto Contador (Astana Pro Team) e Tejay van Garderen (Team HTC-Columbia). Edvald Boasson Hagen (Team Sky) adjudica-se a última etapa. Cadel Evans (BMC Racing) conserva a cabeça da Classificação mundial.
  - David Blanco (Palmeiras Resort) ganha a Volta ao Alentejo.
  - Tyler Farrar (Garmin) ganha o Delta Tour Zeeland.

- 20 de junho :
  - Fränk Schleck (Team Saxo Bank) ganha a Volta à Suíça. Avança Lance Armstrong (Team RadioShack) e Jakob Fuglsang (Team Saxo Bank). Tony Martin (Team HTC-Columbia) adjudica-se a última etapa. Cadel Evans (BMC Racing) conserva a cabeça da Classificação mundial.
  - Adam Hansen (HTC-Columbia) ganha a Ster Elektrotoer.
  - Vincenzo Nibali (Liquigas-Dolmo) ganha a Volta à Eslovénia.
  - David Moncoutié (Cofidis) ganha a Ruta del Sur.

- 24 de junho :
  - Nicolas Vogondy (BBox Bouygues Telecom) é campeão da França de contrarrelógio.
  - Andy Schleck (Team Saxo Bank) faz o mesmo no Luxemburgo.
  - Jeannie Longo torna-se campeã da França do clm.
  - Mélodie Lesueur ganha o campeonato da França em estrada.
  - Thomas Voeckler (Bbox Bouygues Telecom) ganha o campeonato da França em estrada.
  - Em Itália, o novo campeão nacional é Giovanni Visconti (ISD Neri.
  - O espanhol José Iván Gutiérrez (Caisse d'épargne) é o novo campeão nacional.
  - O suíço Martin Elmiger (AG2R La Mundial), o belga Stijn Devolder (Quick Step), o alemão Christian Knees (Milram) e o neerlandês Niki Terpstra (Milram) consagram-se igualmente todos campeões nacionais.

### Julho
- 3 de julho : começo do Tour de France.

- 25 de julho :
  - Alberto Contador (Astana Pro Team) ganha o Tour de France, ante Andy Schleck (Team Saxo Bank) e Denis Menchov (Rabobank). Toma igualmente a cabeça da Classificação mundial ante Joaquim Rodríguez (Team Katusha).
  - Domenico Pozzovivo (Conago-CSF Inox) ganha o Brixia Tour.
  - Gorka Izagirre (Euskaltel Euskadi) ganha a Clássica de Ordizia.

- 28 de julho : Russell Downing (Sky) ganha o Tour de Valônia.

### Agosto
- 7 de agosto : Daniel Martin (Garmin-Transitions) ganha o Volta à Polónia. Avança Grega Bole (Lampre-Farnese Vini) e Bauke Mollema (Rabobank). André Greipel (Team HTC-Columbia) adjudica-se a última etapa.

- 28 de agosto : começo da Volta a Espanha.

### Setembro
- 19 de setembro : o italiano Vincenzo Nibali (Liquigas-Doimo) ganha a sua primeira Grande Volta por motivo da Volta a Espanha, avançando ao geral Ezequiel Mosquera (Xacobeo Galicia) e Peter Velits (Team HTC-Columbia). David Moncoutié (Cofidis) é o melhor escalador da prova para o terceiro ano consecutivo.

- 24 de setembro :
  - ASO organizará em outubro 2011 uma prova na Argentina.[23]
  - Jure Robič 5 vez vencedora da carreira de ultra endurance Race Across America e recordista do mundo das 24 horas morre atropelado por um carro durante um treinamento.

- 29 de setembro :
  - Taylor Phinney (Estados Unidos) torna-se campeão do mundo da contrarrelógio esperança.
  - Emma Pooley (Reino Unido) torna-se campeã do mundo da contrarrelógio.

- 30 de setembro : Fabian Cancellara (Suíça) torna-se campeão do mundo da contrarrelógio.

### Outubro
- 1 de outubro :
  - Michael Matthews (Austrália) torna-se campeão do mundo esperanças.
  - O UCI anuncia a substituição do Calendário mundial UCI pelo UCI World Tour.[24]

- 2 de outubro : Giorgia Bronzini (Itália) torna-se campeã do mundo em estrada.

- 3 de outubro : Thor Hushovd (Noruega) torna-se campeão do mundo em estrada.

- 10 de outubro : Óscar Freire (Rabobank) ganha a Paris-Tours. Avança Angelo Furlan (Lampre-Farnese Vini) e Gert Steegmans (Team RadioShack).

- 16 de outubro : Philippe Gilbert ganha para o segundo ano consecutiva o Giro de Lombardia. Avança Michele Scarponi (Androni Giocattoli-Serramenti PVC Diquigiovanni) e Pablo Lastras (Caisse d'épargne). Joaquim Rodríguez (Team Katusha) ganha o Calendário mundial UCI.

- 17 de outubro : David Millar (Garmin-Transitions) ganha o Crono das Nações. Avança Edvald Boasson Hagen (Team Sky) e Lieuwe Westra (Vacansoleil).

- 28 de outubro : um decreto fixa o reembolso de um polícia na França a 12,33 €/hora, seja cinco vez mais que a 2,40 €/hora vigente até agora. As carreiras ciclistas são ameaçadas directamente, do facto à parte de entidade virada na segurança.[25][26]

### Novembro
- 2 de novembro : o UCI publica um comunicado muito importante quanto às licenças ProTour para 2011.[27]
- 3 de novembro : Ezequiel Mosquera é absolvido, como consequência das acusações de dopagem que ele era acusado.[28]

- 18 de novembro : ASO anuncia que o Tour de France 2012 tem início no sábado 30 de junho de 2012 de Liège, para um prólogo. O no dia seguinte, os corredores disputarão uma etapa de 180 km em torno de Liège, sem no entanto apontar as dificuldades de Liège-Bastogne-Liège, com uma chegada a Seraing. A terceira etapa iniciará de Visé.[29]

- 19 de novembro : Alejandro Valverde tem apressado o seu último recurso no operação Puerto. Queria por fim à suspensão de dois anos em Itália, mas o Tribunal federal suíço decidiu de outro modo.[30]

- 22 de novembro : o UCI publica a lista das 18 equipas ProTour em 2011.[31]

### Dezembro
- 10 de dezembro : o UCI publica a lista das equipas continentais profissionais em 2011.[32][33]
- 20 de dezembro : o UCI nega a registar a Pegasus Sports entre os equipas continentais profissionais para 2011.[34]

## Grandes voltas

### Volta de Itália
- Vencedor :  Ivan Basso (Liquigas-Doimo)
  - 2.º :  David Arroyo (Caisse d'épargne)
  - 3.º :  Vincenzo Nibali (Liquigas-Doimo)
- Classificação por pontos :  Cadel Evans (BMC Racing)
- Melhor escalador :  Matthew Lloyd (Omega Pharma-Lotto)
- Melhor jovem :  Richie Porte (Team Saxo Bank)
- Melhor equipa :  Liquigas-Doimo

### Tour de France
- Vencedor :  Andy Schleck (Team Saxo Bank).[35][36]
  - 2.º :  Denis Menchov (Rabobank)
  - 3.º :  Samuel Sánchez (Euskaltel-Euskadi)
- Classificação por pontos :  Alessandro Petacchi (Lampre-Farnese Vini)
- Melhor escalador :  Anthony Charteau (BBox Bouygues Telecom)
- Melhor jovem :  Andy Schleck (Team Saxo Bank)
- Melhor equipa :  Team RadioShack
- Super-combativo :  Sylvain Chavanel (Quick Step)

### Volta a Espanha
- Vencedor :  Vincenzo Nibali (Liquigas-Doimo)
  - 2.º :  Ezequiel Mosquera (Xacobeo Galicia)
  - 3.º :  Peter Velits (Team Columbia-HTC)
- Classificação por pontos :  Mark Cavendish (Team Columbia-HTC)
- Melhor escalador :  David Moncoutié (Cofidis)
- Classificação do combinado :  Vincenzo Nibali (Liquigas-Doimo)
- Melhor equipa :  Team Katusha

## Principais clássicos
- Milão-Sanremo :  Óscar Freire (Rabobank)
- Gante-Wevelgem :  Bernhard Eisel (HTC-Columbia)
- Volta à Flandres :  Fabian Cancellara (Saxo Bank)
- Paris-Roubaix :  Fabian Cancellara (Saxo Bank)
- Amstel Gold Race :  Philippe Gilbert (Omega Pharma-Lotto)
- Flecha Valona :  Cadel Evans (BMC Racing)
- Liège-Bastogne-Liège :  Alexandre Vinokourov (Astana Pro Team)
- Clássica de San Sebastián :  Luis León Sánchez (Caisse d'épargne)
- Paris-Tours :  Óscar Freire (Rabobank)
- Giro de Lombardia :  Philippe Gilbert (Omega Pharma-Lotto)

## Campeonatos

### Campeonatos mundiais em estrada
Desenvolvem-se de 29 de setembro a 3 de outubro em Melbourne e Geelong em Austrália.
| Provas                             | Ouro                            | Ouro | Ouro             | Prata                        | Prata | Prata     | Bronze                                                      | Bronze | Bronze     |
| ---------------------------------- | ------------------------------- | ---- | ---------------- | ---------------------------- | ----- | --------- | ----------------------------------------------------------- | ------ | ---------- |
| Provas masculinas                  |                                 |      |                  |                              |       |           |                                                             |        |            |
| Ciclismo em estrada detalhes       | Thor Hushovd · Noruega          | em   | 06 h 21 min 49 s | Matti Breschel · Dinamarca   | +     | m.t       | Allan Davis · Austrália                                     |        | m.t        |
| Contrarrelógio detalhes            | Fabian Cancellara · Suíça       | em   | 58 min 09 s      | David Millar · Reino Unido   | +     | 1 min 2 s | Tony Martin · Alemanha                                      |        | 1 min 12 s |
| Prova masculina - menos de 23 anos |                                 |      |                  |                              |       |           |                                                             |        |            |
| Ciclismo em estrada detalhes       | Michael Matthews · Austrália    | em   | 4 h 01 min 23 s  | John Degenkolb · Alemanha    | +     | m.t       | Taylor Phinney · Estados Unidos · Guillaume Boivin · Canadá |        | m.t        |
| Contrarrelógio detalhes            | Taylor Phinney · Estados Unidos | em   | 42 min 50 s      | Luke Durbridge · Austrália   | +     | 1 s 90    | Marcel Kittel · Alemanha                                    |        | 24 s 01    |
| Provas femininas                   |                                 |      |                  |                              |       |           |                                                             |        |            |
| Ciclismo em estrada detalhes       | Giorgia Bronzini · Itália       | em   | 3 h 32 min 01 s  | Marianne Vos · Países Baixos | +     | m.t       | Emma Johansson · Suécia                                     |        | m.t        |
| Contrarrelógio detalhes            | Emma Pooley · Reino Unido       | em   | 32 min 48 s      | Judith Arndt · Alemanha      | +     | 15 s 17   | Linda Villumsen · Nova Zelândia                             |        | 15 s 80    |

### Principais campeões nacionais em estrada
- Alemanha : Christian Knees (Team Milram)
- Austrália : Travis Meyer (Garmin-Transitions)
- Bélgica : Stijn Devolder (Quick Step)
- Dinamarca : Nicki Sørensen (Team Saxo Bank)
- Espanha : José Iván Gutiérrez (Caisse d'épargne)
- Estados Unidos : Benjamin King (Trek Livestrong U23)
- França : Thomas Voeckler (BBox Bouygues Telecom)
- Grã-Bretanha : Geraint Thomas (Team Sky)
- Itália : Giovanni Visconti (ISD-Neri)
- Luxemburgo : Fränk Schleck (Team Saxo Bank)
- Noruega : Thor Hushovd (Cervélo TestTeam)
- Países Baixos : Niki Terpstra (Team Milram)
- Rússia : Alexandr Kolobnev (Team Katusha)
- Suíça : Martin Elmiger (AG2R La Mundial)

## Principais óbitos
- 7 de fevereiro : Franco Ballerini, seleccionador da equipa da Itália, antigo vencedor de Paris-Roubaix, 45 anos
- 9 de fevereiro : Davy Coenen, ciclista belga, especialista do BTT, 29 anos[37]
- 20 de fevereiro : Giovanni Pettenella, ciclista italiano, 66 anos[38]
- 28 de fevereiro : Roger Milliot, ciclista francês, 66 anos[39]
- 8 de março : Guy Lapébie, ciclista francês, 93 anos[40]
- 13 de julho : Nino Defilippis, ciclista italiano, 78 anos, vencedor de várias etapas do Tour de France e do Giro d'Italia, e duplo campeão de Itália
- 23 de julho : Ruben Dario Gomez, corredor ciclista espanhol
- 29 de julho : Zlatica Gavlakova, ciclista francesa nascida checa[41]
- 10 de agosto : Radomír Šimůnek sr., ciclista checo, 48 anos[42]
- 31 de agosto : Laurent Fignon, duplo vencedor do Tour de France, 50 anos
- 14 de setembro : Thomas Casarotto, ciclista italiano, 20 anos, atropelado por um automobilista durante Volta do Frioul-Véneto julienne
- 24 de setembro : Jure Robič, morre atropelado por um automobilista quando treinava[43]
- 19 de outubro : André Mahé, covencedor de Paris-Roubaix em 1949, 90 anos
- 19 de outubro : Hermann Krott, fundador do Amstel Gold Race, 77 anos
- 13 de novembro : Richard Van Genechten, ciclista neerlandês, 80 anos
- 31 de dezembro : Raymond Impanis, ciclista belga, 85 anos, vencedor de Paris-Roubaix